# 評劇

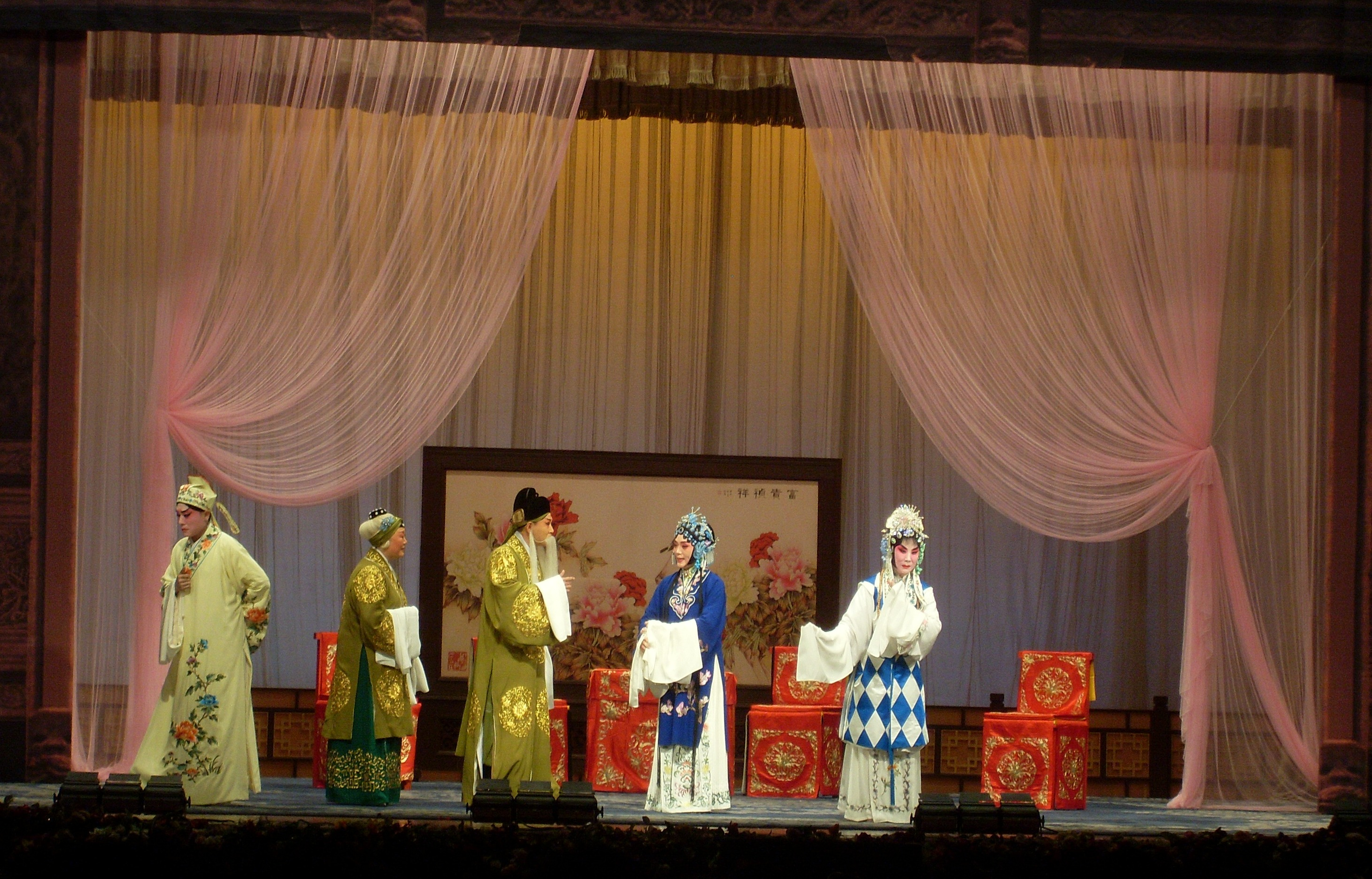
評劇「桃花庵」（天津中国大劇院で）

評劇（ひょうげき、中国語: 评剧＝ピンジュー）は中国の地方劇のひとつで、華北および東北部で盛んに演じられている。現代北京語で語られ、中国５大演劇（他は京劇、越劇、黄梅劇、豫劇）にも数えられる。
清朝末期に河北省の農村で始まったといわれ、これが唐山市に入り「唐山落子」として発展し、1920年代には中国東北部でも流行し、1930年代には新劇・京劇の良さも取り入れて、代表的な俳優を輩出した。1950年代になってもさらに発展して、全国で演じられている。評劇の劇場を評劇院と呼び、中国評劇大劇院（北京）、ハルビン評劇院、瀋陽評劇院などがある。
代表的な演目には「秦香蓮」、「小女婿」、「桃花庵」などがある。 

## 参照項目
- 戯曲 (中国)
- 吉劇